# Gabrielle Chalon
Gabrielle Chalon (fl. XX secolo) è stata un'attrice e cantante francese.
Attrice e artista di music-hall. come attrice nel cinema è celebre in Fâcheuse méprise (1910), Par un jour de carnaval (1910) e Romain Kalbris (1922) 

## Filmografia
- Le Médecin de service, regia di Georges Monca - cortometraggio (1910)
- L'Évadé des Tuileries, regia di Albert Capellani - cortometraggio (1910)
- Les Timidités de Rigadin, regia di Georges Monca - cortometraggio (1910)
- Fâcheuse méprise, regia di Albert Capellani - cortometraggio (1910)
- La Mauvaise Intention (L'Image), regia di Albert Capellani - cortometraggio (1910)
- Par un jour de carnaval, regia di Georges Denola - cortometraggio (1910)
- Rigadin nourrice sèche, regia di Georges Monca - cortometraggio (1910)
- La Complice, regia di Albert Capellani - cortometraggio (1910)
- Rigadin prend le train de 5h55, regia di Georges Monca - cortometraggio (1910)
- Rigadin est trop beau, regia di Georges Monca - cortometraggio (1910)
- L'Amour qui aime, regia di Georges Monca - cortometraggio (1910)
- La Fête de Marguerite, regia di Georges Denola - cortometraggio (1911)
- Philémon et Baucis, regia di Georges Denola - cortometraggio (1911)
- La Mariée du château maudit (La Fiancée du château maudit), regia di Albert Capellani - cortometraggio (1911)
- Il pane degli uccellini (Le Pain des petits oiseaux), regia di Albert Capellani - cortometraggio (1911)
- La Fille du clown, regia di Georges Denola - cortometraggio (1911)
- Le Feu au couvent, regia di Gaston Benoît e Georges Monca - cortometraggio (1911)
- Rigadin débute au music-hall, regia di Georges Monca - cortometraggio (1911)
- Le Retour au foyer, regia di Georges Denola - cortometraggio (1911)
- La Suggestion du baiser, regia di Georges Monca - cortometraggio (1911)
- Rigadin a l'âme sensible, regia di Georges Monca - cortometraggio (1911)
- Rigadin victime de l'amour, regia di Georges Monca - cortometraggio (1914)
- Romain Kalbris, regia di Georges Monca (1922)